# Loi normale asymétrique
 (janvier 2018).
Si vous disposez d'ouvrages ou d'articles de référence ou si vous connaissez des sites web de qualité traitant du thème abordé ici, merci de compléter l'article en donnant les références utiles à sa vérifiabilité et en les liant à la section « Notes et références ».
En théorie des probabilités et en statistiques, la distribution normale asymétrique est une loi de probabilité continue qui généralise la distribution normale en introduisant une asymétrie non nulle.

## Définition
Soit {\displaystyle \phi (x)} la densité de probabilité de la loi normale centrée réduite
{\displaystyle \phi (x)={\frac {1}{\sqrt {2\pi }}}e^{-{\frac {x^{2}}{2}}}}
avec sa fonction de répartition donnée par
{\displaystyle \Phi (x)=\int _{-\infty }^{x}\phi (t)\ dt={\frac {1}{2}}\left[1+\operatorname {erf} \left({\frac {x}{\sqrt {2}}}\right)\right]}
avec erf la fonction d'erreur.
Alors la densité de probabilité de la distribution normale asymétrique de paramètre α est donnée par
{\displaystyle f(x)=2\phi (x)\Phi (\alpha x).\,}
Pour ajouter un paramètre de position et un paramètre d'échelle à cela, on utilise la transformation usuelle {\displaystyle x\mapsto {\frac {x-\xi }{\omega }}}. On peut vérifier que l'on retrouve une distribution normale lorsque {\displaystyle \alpha =0}, et que la valeur absolue de l'asymétrie augmente lorsque la valeur absolue de {\displaystyle \alpha } augmente. La distribution est asymétrique vers la droite si {\displaystyle \alpha >0} et est asymétrique vers la gauche si {\displaystyle \alpha <0}.
La densité de probabilité avec un paramètre de position ξ, un paramètre d'échelle ω, et un paramètre d'asymétrie α devient
{\displaystyle f(x)={\frac {2}{\omega }}\phi \left({\frac {x-\xi }{\omega }}\right)\Phi \left(\alpha \left({\frac {x-\xi }{\omega }}\right)\right).\,}

## Estimation
L'estimateur du maximum de vraisemblance pour {\displaystyle \xi }, {\displaystyle \omega }, et {\displaystyle \alpha } peut être calculé numériquement, mais il n'existe pas d'expression directe des estimateurs sauf si {\displaystyle \alpha =0}. Si l'on a besoin d'une expression explicite, la méthode des moments peut être appliquée pour estimer {\displaystyle \alpha } à partir de l'asymétrie empirique de l'échantillon, en inversant l'équation d'asymétrie. Cela donne l'estimateur
{\displaystyle |\delta |={\sqrt {{\frac {\pi }{2}}{\frac {|{\hat {\gamma }}_{3}|^{\frac {2}{3}}}{|{\hat {\gamma }}_{3}|^{\frac {2}{3}}+((4-\pi )/2)^{\frac {2}{3}}}}}}}
où {\displaystyle \delta ={\frac {\alpha }{\sqrt {1+\alpha ^{2}}}}}, et {\displaystyle {\hat {\gamma }}_{3}} est l'asymétrie empirique. Le signe de {\displaystyle \delta } est le même que celui de {\displaystyle {\hat {\gamma }}_{3}}. Par conséquent, {\displaystyle {\hat {\alpha }}=\delta /{\sqrt {1-\delta ^{2}}}}.

## Référence
(en) A. Azzalini, « A class of distributions which includes the normal ones », Scand. J. Statist., vol. 12,‎ 1985, p. 171–178